# سندرم تخمدان پلی‌کیستیک

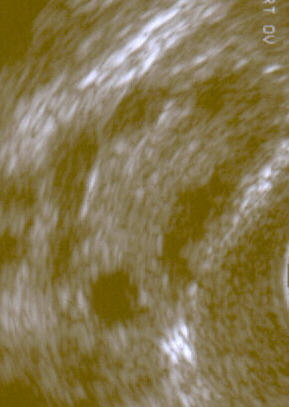
عکس فراصوت سَندرُم تُخمدان پُلی‌کیستیک

سَندرُم تُخمدان پُلی‌کیستیک یا نشانگان تخمدان پُرکیستی شایع‌ترین اختلالات غدد درون‌ریز (آندوکرینوپاتی) در زنان و شایع‌ترین علت نازایی ناشی از عدم تخمک‌گذاری است.
نامگذاری این سندرم به دلیل وجود تخمدان‌های بزرگ محتوی تعداد زیادی کیست کوچک (در اغلب زنان مبتلا و نه در همه) است که در لایه بیرونی هر تخمدان قرار گرفته‌اند.
زنان مبتلا به این بیماری علایم شایعی مانند اختلالات قاعدگی (به خصوص خون‌روش گاهگاهی (الیگومنوره))، علایم هیپرآندروژنیسم مانند پرمویی (هیرسوتیسم) و آکنه، ریزش مو و نازایی دارند. بیماران در معرض عوارض جدی مانند افزایش خطر سرطان آندومتر و پستان، دیس‌لیپیدمی، هیپرتانسیون، بیماری‌های قلبی و عروقی و دیابت هستند. شیوع چاقی و دیس‌لیپیدمی در مبتلایان به PCOS بیشتر از زنان سالم است. ۴۰ درصد زنان مبتلا، دچار چاقی مفرط و ۷۵ درصدشان نازا هستند.
این بیماری تقریباً در ۶ تا ۱۰ درصد همه زنانی که در سنین باروری هستند دیده می‌شود. علت بیماری مزبور مشخص نیست اما محققان بر این باورند که عوامل ارثی و دیابت و به ندرت استفاده از داروهای تیروئید همچون متی مازول در ظهور آن نقش دارند.
قاعدگی‌های نا منظم، رشد موهای زاید، جوش‌های پوستی (آکنه) و چاقی در زنان مبتلا به سندرم تخمدان پلی کیستیک مشاهده می‌شود. این عارضه می‌تواند در نوجوانی با دوره‌های قاعدگی نامنظم مشخص شوند یا اینکه بعدها به دنبال افزایش وزن یا مشکل در باروری تشخیص داده شود.
علت دقیق سندرم تخمدان پلی کیستیک هنوز ناشناخته است. زنان مبتلا ممکن است به دلیل مشکلات به وجود آمده در تخمک گذاری، برای باردار شدن با مشکل مواجه شوند. تشخیص زودهنگام و شروع درمان می‌تواند به پیشگیری عوارض طولانی مدت آن مثل دیابت نوع ۲، بیماری‌های قلبی و سکته کمک کند.

## تشخیص
شواهد سونوگرافی تخمدان پلی‌کیستیک (افزایش حجم تخمدان به بیش از ۹ میلی‌لیتر، وجود کیستهای ۲–۸ میلی‌متری به تعداد ۱۰ یا بیشتر در هر تخمدان و افزایش دانسیته استرومای رحم (هایپرپلازی آندومتر)) هستند.
اختلالات متابولیکی از جمله افزایش سطح سرمی هورمون‌های LH، تستوسترون، انسولین، پرولاکتین و مقاومت به انسولین در این بیماری شایع است.
درمان با کلومیفن، قرص‌های خوراکی ضدبارداری، گنادوتروپین‌ها آگونیست‌های GNRH، مصرف هم‌زمان کلسیم و ویتامین D و رژیم لاغری می‌باشد. در موارد مقاوم لاپاراسکوپی انجام می‌شود.
- مقاومت به انسولین به عنوان یک فاکتور اصلی در پاتوژنز PCOS می‌باشد از این‌رو به صورت گسترده از داروهای پایین‌آورنده انسولین مانند متفورمین در درمان این نشانگان استفاده می‌شود.

## علائم
علائم سندرم تخمدان پلی کیستیک اغلب بلافاصله بعد از اولین دوره قاعدگی شروع می‌شود. در پاره‌ای از موارد نیز در سال‌های بعدی باروری، به دلیل افزایش تدریجی وزن رخ می‌دهد. علائم آن از فردی به فرد دیگر متفاوت است (هم از لحاظ شدت و هم از لحاظ نوع آن). پزشک شما برای تشخیص به دنبال حداقل دو نشانه از نشانه‌های زیر است:
- قاعدگی‌های نا منظم:

این امر یکی از شایع‌ترین مشخصات این بیماری است. منظور از قاعدگی‌های غیر معمول، فاصله بیش از ۳۵ روز بین دو قاعدگی، کمتر از ۸ دوره قاعدگی در یک سال، عدم قاعدگی برای ۴ ماه یا بیشتر و وقوع قاعدگی با تأخیر که ممکن است همراه با خون‌ریزی خیلی کم یا شدید باشد، است.
- افزایش آندروژن‌ها یا هورمون‌های مردانه:

سطوح بالای هورمون‌های مردانه (آندروژن‌ها) می‌تواند سبب ایجاد علائم ظاهری مثل رشد موهای زاید در صورت و بدن (هیرسوتیسم)، ایجاد آکنه در بزرگسالی یا آکنه‌های شدید در نوجوانی و طاسی با الگوی مردانه شود. علائم ناشی از آندروژن بالا می‌تواند بر اساس نژاد فرد متفاوت باشد. پس شما بسته به زمینه نژادی ممکن است این علائم را نشان دهید یا خیر؛ مثلاً زنان نژاد آسیایی یا اروپای شمالی ممکن است تظاهرات متفاوت را بروز دهند.
آکنه، شوره سر، رویش موهای ضخیم روی ناحیه انگشتان و شکم و…
- تخمدان‌های پلی کیستیک:

با کمک سونوگرافی می‌توان تخمدان‌های بزرگ حاوی تعداد زیادی کیست کوچک را مشخص کرد. اما برخلاف آنچه از نام آن پیداست، تنها با وجود تخمدان‌های پلی کیستیک نمی‌توان تشخیص قطعی داد. برای تشخیص قطعی سندرم تخمدان پلی کیستیک وجود دوره‌های قاعدگی نامنظم یا علائم ناشی از میزان آندروژن بالا نیز لازم است. ممکن است برخی از زنان با وجود تخمدان‌های پلی کیستیک در سونوگرافی به سندرم تخمدان پلی کیستیک مبتلا نباشند. از طرف دیگر نیز ممکن است در بعضی از افراد مبتلا به این سندرم، تخمدان‌ها در سونوگرافی طبیعی باشند.
از جمله علائم دیگر سندروم تخمدان پلی کیستیک می‌توان به موارد زیر اشاره کرد:
- ایجاد مشکلاتی برای باردار شدن
- چاقی (۴۰ تا ۵۰ درصد خانم‌های مبتلا به این سندرم دچار چاقی می‌شوند)
- آکنه
- رویش مو در منطقه ریش، پشت لب، خط ریش، قفسه سینه، منطقه اطراف نوک سینه‌ها یا قسمت تحتانی شکم در طول خط وسط
- پوست تیره و ضخیم در ناحیه زیر بغل (گاهی ظاهری مخملی پیدا می‌کند)
- افزایش فشار خون، افزایش قند خون یا مشکلاتی در کلسترول

## تظاهرات همراه با سندرم تخمدان پلی کیستیک (PCOS)
- ناباروری: زنان مبتلا به PCOS ممکن است به دلیل کمبود تخمک گذاری، در باردار شدن با مشکل مواجه شوند. بد نیست بدانید که این بیماری شایع‌ترین دلیل ناباروری در زنان است.
- چاقی: در حدود نیمی از زنان مبتلا به PCOS چاق هستند. در مقایسه با زنان هم سن که سندرم تخمدان پلی کیستیک ندارند، زنان مبتلا، احتمال بیشتری دارد که دچار اضافه وزن یا چاقی باشند.
- پیش دیابت یا دیابت نوع ۲: بسیاری از زنان مبتلا به PCOS، دچار مقاومت به انسولین هستند که این امر توانایی بدن برای استفاده بهینه از انسولین جهت تنظیم قند خون را مختل می‌کند. این موضوع می‌تواند سبب بالا رفتن قند خون و در نتیجه دیابت نوع ۲ گردد. نام دیگر پیش دیابت، اختلال در تحمل گلوکز است.
- آکانتوز سیاه (Acanthosis nigricans): یک اصطلاح پزشکی است که به وجود پوست مخملی و تیره بر روی پشت گردن، زیر بغل، اعضای تناسلی خارجی و زیر پستان‌ها گفته می‌شود. وجود این شرایط در پوست یکی از نشانه‌های مقاومت به انسولین است.
- ریزش مو: حدود 20 الی 30 درصد مبتلایان به PCOS به خاطر این وضعیت دچار ریزش مو نیز می‌شوند. الزاما تمام مبتلایان به تنبلی تخمدان دچار ریزش مو نمی‌شوند.[۱]

## زمان برخورداری از حمایت‌های بالینی
تشخیص و درمان زودهنگام سندرم تخمدان پلی کیستیک می‌تواند به کاهش ابتلا به عوارض بلند مدت آن مثل دیابت نوع ۲، فشار خون بالا، بیماری‌های قلبی و سکته کمک کند.
اگر قاعدگی‌های نامنظم مثل تأخیر در قاعدگی یا قطع آن و موهای زاید روی بدن یا صورت یا آکنه دارید با پزشک خود مشورت کنید.

## علل بیماری
چرخه‌های نرمال باروری توسط تغییرات ایجاد شده در سطوح هورمون‌های تولید شده توسط هیپوفیز در مغز و تخمدان‌های شما تنظیم می‌گردد. هیپوفیز هورمون‌های محرک فولیکول و هورمون سازنده جسم زرد را ترشح می‌کند که این دو هورمون رشد و آزاد سازی تخمک در تخمدان‌ها را کنترل می‌کنند. در طول چرخه یک‌ماهه، تخمک گذاری تقریباً دو هفته قبل از قاعدگی رخ می‌دهد.
تخمدان‌های شما هورمون‌های استروژن و پروژسترون را ترشح می‌کنند که دیواره رحم را برای دریافت تخم بارور آماده می‌سازند. همچنین تخمدان‌ها تولید هورمون‌های مردانه (آندروژن‌ها) مثل تستوسترون را نیز بر عهده دارند. اگر بعد از تخمک گذاری بارداری رخ ندهد، ترشح استروژن و پروژسترون کاهش می‌یابد و دیواره رحم در طول قاعدگی ریزش می‌کند.
در سندرم تخمدان پلی کیستیک، ممکن است هیپوفیز مقادیر بالای هورمون سازنده جسم زرد ترشح کند و تخمدان‌ها مقادیر بالای آندروژن‌ها را تولید نمایند. این امر چرخه نرمال قاعدگی را مختل می‌سازد و می‌تواند سبب ناباروری، پرمویی بدن و آکنه گردد.
اگرچه دانشمندان علت وقوع سندرم تخمدان پلی کیستیک را نمی‌دانند ولی عوامل زیر می‌توانند در این میان نقش داشته باشند:
- انسولین بالا:

انسولین هورمونی است که توسط پانکراس تولید می‌شود و به سلول‌های بدن اجازه می‌دهدکه از قند (گلوکز) استفاده کنند. قند منبع اولیه انرژی بدن است. اگر شما دچار مقاومت به انسولین باشید، توانایی بدن برای مصرف بهینه انسولین مختل می‌گردد و پانکراس شما برای مهیا کردن گلوکز مورد نیاز سلول‌ها، انسولین بیشتری ترشح می‌کند. تصور می‌شود که انسولین بالا، سبب افزایش ساخت آندروژن‌ها در تخمدان‌ها می‌گردد.
- درجه‌های پایین التهاب:

گلبولهای سفید خون در طی فرایند التهاب، برای مبارزه با عفونت ماده‌ای را ترشح می‌کنند. استفاده از بعضی از غذاهای خاص در افراد مستعد می‌تواند سبب ایجاد پاسخ التهابی گردد. در این شرایط گلبول‌های سفید ماده‌ای را تولید می‌کنند که می‌تواند سبب مقاوت به انسولین و تجمع کلسترول در رگ‌های خونی شود. (آترواسکلروز). آترواسکلروز موجب بیماری‌های قلبی می‌گردد. تحقیقات نشان می‌دهد که زنان مبتلا به PCOS، درجات پایین التهاب دارند.
- وراثت:

اگر خواهر یا مادر شما PCOS داشته باشد، احتمال اینکه شما نیز به آن مبتلا شوید بالاست. محققان به دنبال امکان ارتباط ژن‌های جهش یافته با PCOS هستند.
- رشد غیر نرمال جنینی:

تحقیقات جدید نشان می‌دهد که مواجهه زیاد با هورمون‌های مردانه (آندروژن‌ها) در طول دوره جنینی می‌تواند ژن‌های نرمال را به‌طور همیشگی از عمل طبیعی خود بازدارد. (پروسه‌ای که به نام بیان ژن نامیده می‌شود). به این ترتیب ممکن است الگوی مردانه گسترش چربی‌ها در شکم که ریسک مقاوت به انسولین و درجات پایین التهاب را افزایش می‌دهد، رخ دهد. تحقیقات برای یافتن این موضوع که این فاکتورها تا چه حد به ایجاد PCOS کمک خواهد کرد، ادامه دارند.

## عوارض
وجود PCOS می‌تواند احتمال ایجاد مواردی را که در پایین ذکر شده افزایش دهد به خصوص اگر همراه با چاقی باشد:
- دیابت نوع ۲
- آکنه
- فشار خون بالا
- کلسترول غیر نرمال، تری گلیسرید بالا یا کاهش لیپوپروتئین با چگالی بالا (HDL) یا همان کلسترول خوب.
- سطح بالای پروتئین C- reactive. یکی از شاخص‌های بیماری‌های قلبی.
- سندرم متابولیک، مجموعه‌ای از علایم و نشانه‌ها که سبب ریسک بالای ابتلا به بیماری‌های قلبی می‌شوند.
- کبد چرب غیر الکلی (التهاب شدید کبد که به علت تجمع چربی در آن رخ می‌دهد)
- قطع تنفس در خواب
- خونریزی‌های غیرمعمول رحمی
- سرطان دیواره رحم (سرطان آندومتر) که به دلیل مواجه مکرر با مقادیر بالای استروژن ایجاد می‌شود.
- دیابت بارداری یا فشار خون بالای بارداری

## آزمایش‌های تشخیصی
تست اختصاصی ای برای تشخیص قطعی سندرم تخمدان پلی کیستیک وجود ندارد. تشخیص بر مبنای رد موارد دیگر است؛ یعنی پزشک تمامی علائم و نشانه‌های شما را بررسی کرده و سپس سایر احتمالات را رد می‌کند.
در طی این پروسه، پزشک شما بسیاری از عوامل را در نظر می‌گیرد:
- سابقه پزشکی: پزشکتان ممکن است سوالاتی در مورد دوره‌های قاعدگی، تغییرات وزن و سایر علائم شما بپرسد.
- معاینه: پزشک می‌تواند اطلاعات کلیدی ای را ثبت کند مثل قد، وزن و فشار خون. علاوه بر آن معاینات لگنی نیز می‌تواند اطلاعات مفیدی را در اختیار پزشک قرار دهد.
- آزمایش خون: خون شما برای بررسی سطح بعضی از هورمون‌ها برای تعیین علت اختلالات در قاعدگی یا آندروژن بالا، گرفته می‌شود. آزمایش‌های دیگر خون شامل تست کلسترول و تری گلیسرید ناشتا و تست تحمل گلوکز است. در تست تحمل گلوکز میزان قند خون در حالت ناشتا و بعد از مصرف نوشیدنی حاوی گلوکز بررسی می‌گردد.

سونوگرافی لگنی: اولتراسوند لگن می‌تواند ظاهر تخمدان‌ها و ضخامت دیواره رحم را نشان دهد. در طول این آزمایش، شما بر روی تخت یا میز آزمایش دراز کشیده و دستگاهی شبیه قلمدر
واژن شما قرار می‌گیرد.

## تغییر شیوه زندگی و رژیم غذایی
احتمالاً شما توصیه‌های متناقض بسیاری از طریق رسانه‌ها، یا پزشکان دربارهٔ نقش رژیم در کنترل وزن شنیده‌اید. اکثر این عدم توافق‌ها در مورد میزان و نوع کربوهیدرات‌ها در مواد غذایی است. توصیه‌های متخصصین تغذیه معمولاً برداشتن یک رژیم غذایی پرکربوهیدرات با استفاده از کربوهیدارتهای با شاخص گلایسمی پایین می‌باشد. شاخص گلایسمیک میزان افزایش سطح انسولین پس از مصرف کربوهیدرات‌ها را نشان می‌دهد. نشاسته، کربوهیدراتی با شاخص گلایسمیک بالاست که در مقایسه با کربوهیدرات‌های با شاخص گلایسمیک پایین مثل سبزیجات با برگ سبز، سطح انسولین را به میزان بیشتری افزایش می‌دهد.
برخی از متخصصین تغذیه پیشنهاد می‌کنند که زنان مبتلا به PCOS از یک رژیم پرپروتئین، بدون در نظر گرفتن سطح شاخص گلایسمیک آن، استفاده کنند. برای جبران این کمبود کربوهیدرات فرد باید از پروتئین بیشتری در رژیم استفاده کند. پروتئین موجود در گوشت قرمز می‌تواند سبب افزایش مصرف چربی‌های اشباع حیوانی و در نتیجه بالا رفتن سطح کلسترول و افزایش ریسک ابتلا به بیماری‌های قلبی شود. پژوهش‌های اخیر نشان می‌دهند که در بیماران خاص و زیر نظر متخصصین تغذیه استفاده از رژیم‌های غذایی پرپروتئین نظیر مرغ و ماهی می‌تواند مفید باشد و لی باید میزان چربی دریافتی حتماً کنترل گردد.
برای تعیین اینکه آیا یک رژیم حاوی کربوهیدرات‌های با اندکس گلایسمیک پایین و چربی‌های حیوانی محدود، انتخاب مناسبی برای افراد دچار مقاومت انسولین مثل خیلی از زنان مبتلا به PCOS هست یا نه، مطالعات کافی نیست.
- کربوهیدرات‌های پیچیده را انتخاب نمایید:

کربوهیدرات‌هایی را انتخاب کنید که حاوی فیبر بالایی هستند. هر چه فیبر موجود در غذا بیشتر باشد، سرعت هضم آن کندتر شده و قند خون هم به آهستگی بالا می‌رود. کربوهیدرات‌های با فیبر بالا شامل نان‌ها و غلات و ماکارونی سبوس دار، بلغور، جو، برنج قهوه‌ای و حبوبات است. مصرف کربوهیدرات‌های نا سالم و ساده مثل نوشابه، آبمیوه‌های صنعتی، کیک، آبنبات، بستنی، کلوچه و دونات را محدود سازید.
تحقیقات بیشتر می‌تواند به شناخت بهترین برنامه غذایی کمک کند اما به هر حال واضح است که کاهش وزن از طریق کاهش کالری مصرفی فواید بسیاری برای سلامت کلی زنان مبتلا به PCOS دارد. شما برای کنترل رژیم غذایی به عنوان یکی از اصول درمانی باید با متخصص تغذیه برای تعیین برنامه غذایی مناسب با شرایط خود مشورت نمایید.
- ورزش کنید:

ورزش به کاهش سطح قند خون و نیز مقاومت به انسولین کمک می‌کند. در زنان مبتلا به PCOS افزایش فعالیت بدنی روزانه و شرکت در یک برنامه ورزشی منظم برای درمان و پیشگیری از مقاومت انسولین و کمک به کاهش وزن، ضروری است. در انتخاب نوع و میزان فعالیت بدنی ترکیب ورزش‌های هوازی و مقاومتی توصیه می‌شود.
ورزش‌های هوازی منظم، در از بین بردن مقاومت به انسولین کمک شایانی می‌نماید. پس باید به عنوان یک عنصر اساسی درمان بدان توجه گردد. لازم نیست در فردی که تا دیروز هیچ فعالیتی نداشته‌است ورزش حرفه‌ای و سنگین آغاز شود تا نتایج درمانی مشاهده گردد. پیاده‌روی منظم روزانه نیز در شکستن مقاومت به انسولین و نیز بهبود علائم، بسیار کمک‌کننده است. ورزش‌های مقاومتی نیز با افزایش بافت عضلانی به کاهش مقاومت به انسولین کمک می‌نماید.
لازم بذکر است که همه بیماران مبتلا به سندرم تخمدان پلی کیستیک دچار چاقی نمی‌باشند؛ ولی مطالعات نشان داده‌است که بیماران مبتلا که دارای وزن طبیعی نیز می‌باشند از مقاومت به انسولین رنج می‌برند؛ لذا توصیه‌هایی که دربارهٔ شیوه زندگی و نیز نوع تغذیه مطرح می‌باشد فقط مربوط به افراد چاق مبتلا به سندرم تخمدان پلی کیستیک نخواهد بود. در بیماران لاغز نیز باید با استفاده از کربوهیدراتهای پیچیده و نیز فعالیت بدنی از مقاومت به انسولین کاسته شود تا نتایج درمانی مطلوب ایجاد گردد. البته در این افراد لاغر انرژی دریافتی نباید محدود گردد. بر این اساس کنترل رژیم غذایی و شیوه زندگی مبتلایان به سندرم تخمدان پلی کیستیک ملاحظات خاصی را می‌طلبد که برنامه‌ریزی دقیق و مشاوره با متخصصین تغذیه را می‌طلبد.
- یک ماساژ حسابی بگیرید:

ما معمولاً تصور می‌کنیم که ماساژ یک کار آرامش‌بخش لوکس است، که البته در بعضی واقعاً موارد می‌تواند همین‌طور باشد. اگر چه ماساژ ممکن است یک روش لوکس برای درمان خودتان باشد، اما می‌تواند یکی از بهترین روشها برای سم زدایی بدن و خارج نمودن انسولین ذخیره شده در بافت سطحی پوست که باعث بروز آکنه می‌شود باشد و عاملی برای جوانی و زیبایی پوست شما نیز می‌گردد. این امر تماماً به نوع ماساژی که می‌گیرید بستگی دارد و شیوهٔ استفاده از آن برای ارتقاء وضعیت سلامت و شادابی تان مؤثر خواهد بود.
فقط کافی است که علاقمند به از بین بردن سموم و تعادل هورمونی در بدن‌تان باشید، به این ترتیب باید یک ماساژ حسابی بگیرید که بر نقاط فشاری روی دستها و پاها، گردن شانه، کمر تمرکز داشته باشد. ماساژ معمولی سوئدی مناسب است، اما روش صحیح و انجام آن توسط شخص آشنا به فن، بیماری و درمان حتی تأثیر بیش‌تری داشته باشد. در صورتی که ماساژ را از ۲۵ سالگی به بعد هفته ای یک بار انجام دهید خواهید دید که در سنین ۳۰ به بعد نسبت به هم سن و سالان خود جوان تر و زیباتر به نظر می‌رسید و به معجزه جوانی دست پیدا خواهید کرد.
هنگامی‌که ماساژ بر روی این نقاط فشاری که سموم احتمالاً در آنها باقی می‌مانند، تمرکز داشته باشد، فرصتی برای آزاد شدن آنها و خارج شدن‌شان از بدن وجود خواهد داشت. این نوع ماساژ به شما کمک می‌کند بدن خود را به‌طور طبیعی سم‌زدایی و از چیزهایی که ممکن است شما را بیمار کرده باشند، خلاص شوید. ماساژ گرفتن را به یک عادت همیشگی و روزانه تبدیل کنید تا یک اثر بسیار مثبت و بهبود در درمان را شاهد باشید.
- خواب شبانه منظم حداکثر تا ساعت یازده شب و بیداری تا حداکثر هشت صبح تأثیر بسیار زیادی در تنظیم هورمون‌ها دارد. به طوری که بقیه درمان‌ها در کنار خواب نامناسب نتیجه مطلوبی نمی‌دهد. ذهن آرام و روحیه با نشاط در تنظیم هورمون‌ها بسیار مهم هست.
- حذف قند و شکر و روغن‌های نامناسب در کنار تغذیه سالم به بهبود بیماری کمک می‌کند.

## روش‌های درمانی و داروها
درمان سندرم تخمدان پلی کیستیک به‌طور کلی بر پایه کنترل نگرانی‌های فردی شما مثل باروری، پرمویی، آکنه و چاقی است. توصیه‌های ذیل در کنترل علائم و عوارض این بیماری مؤثر هستند:
- به‌طور منظم چکاپ شوید: کنترل طولانی مدت ریسک فاکتورهای بیماری‌های قلبی مثل چاقی، کلسترول بالا، دیابت نوع ۲ و فشار خون بالا از اهمیت بالایی برخوردار است. برای کمک به درمان به موقع، پزشک نیاز دارد تا به صورت منظم برای انجام آزمایش‌های فیزیکی، اندازه‌گیری فشار خون و تعیین سطح گلوکز و چربی خون شما را ببیند.
- عادات و سبک زندگی خود را اصلاح نمایید: انتخاب‌های درست غذایی و ورزش منظم اولین درمانی است که ممکن است پزشک شما توصیه کند به خصوص اگر اضافه وزن داشته باشید. چاقی سبب وخیم تر شدن مقاومت به انسولین می‌شود. کاهش وزن می‌تواند سطوح انسولین و آندروژن را پایین بیاورد و ممکن است تخمک گذاری را به حالت اولیه بازگرداند. بر این اساس کنترل رژیم غذایی زیر نظر متخصص تغذیه یکی از اصولی‌ترین روش‌های درمانی برای این بیماری است.
- چرخه‌های قاعدگی خود را تنظیم نمایید: اگر شما برای بارداری تلاش نمی‌کنید ممکن است پزشک قرص‌های ضدبارداری با دوز پایین تجویز کند که حاوی ترکیبی از استروژن و پروژسترون مصنوعی است. این قرص‌ها تولید آندروژن را کاهش داده و به بدن شما بعد از مواجهه طولانی با استروژن، استراحتی می‌دهد. این کار سبب کاهش سرطان آندومتر می‌شود و خونریزی‌های غیرمعمول را اصلاح می‌کند.
- یک روش دیگر مصرف پروژسترون برای ۱۰ تا۱۴ روز در ماه است. این روش دوره‌های قاعدگی شما را تنظیم می‌کند و نقش حفاظتی در مقابل ابتلا به سرطان آندومتر دارد ولی سطح آندروژن را بهبود نمی‌بخشد. عارضه‌ای که در استفاده از این داروهای هورمونی وجود دارد ایجاد چاقی یا تشدید آنست که می‌تواند از طرف دیگر سیر درمانی شما را دچار اختلال نماید.
- با توجه به زمینه اصلی در این بیماری که اختلال حساسیت به انسولین است، متخصصین از داروی متفورمین به عنوان یک داروی اصلی در کنترل این بیماری استفاده می‌نمایند. متفورمین یک داروی خوراکی برای مبتلایان به دیابت نوع ۲ است و سبب حساسیت بیشتر سلول‌ها نسبت به انسولین می‌شود. این دارو تخمک گذاری را بهبود می‌بخشد و در نهایت سبب ایجاد چرخه‌های منظم قاعدگی می‌گردد. همچنین اگر شما پیش دیابتی باشید، مصرف این دارو می‌تواند ابتلا به دیابت نوع ۲ را به تأخیر بیندازد و اگر تحت یک برنامه رژیمی و ورزشی هستید استفاده از این دارو می‌تواند به کاهش وزن شما کمک کند. جالب است بدانید که این دارو از آنجا که بر خلاف داروهای هورمونی درمان علامتی نمی‌نمایند عوارض آن داروها را نخواهند داشت. در تحقیقی معلوم شد نتایج درمان با متفورمین و کپسول شیلانوم (عناب) در بیماران مبتلا به سندروم تخمدان پلی کیستیک مشابه است.[۲]
- رشد موهای زاید را کاهش دهید: ممکن است پزشک شما برای کاهش تولید آندروژن مصرف قرص‌های پیشگیری از بارداری یا داروی دیگری به نام اسپیرونولاکتون را تجویز کند. این دارو تأثیرات آندروژن‌ها را بر روی پوست بلوکه می‌کند. از آنجا که اسپیرونولاکتون می‌تواند سبب نقص جنین شود، هنگام مصرف این دارو استفاده از یک روش مطمئن پیشگیری از بارداری توصیه می‌شود؛ و در افراد باردار یا برای کسانی که قصد بارداری دارند، تجویز نمی‌گردد.
- تراشیدن موی صورت و استفاده از موم و کرم‌های موبر برای از بین بردن موها انتخاب مناسبی نیستند زیرا که تنها برای چند هفته دوام دارند و لازم است تا بعد از مدتی تکرار شود.
- ممکن است پزشک روشی را پیشنهاد کند که در آن از جریان الکتریک (الکترولیز) یا لیزر برای از بین بردن فولیکول‌های مو و کنترل رشد موهای جدید ناخواسته استفاده می‌شود. اما استفده از این روش‌ها نیز بدون کنترل اختلالات متابولیک اولیه بی‌فایده خواهد بود.
- استفاده از دارو برای تحریک تخمک گذاری: اگر شما قصد بارداری داشته باشید شاید نیاز باشد تا برای تحریک تخمک گذاری از این داروها مصرف کنید. کلومیفن یک داروی خوراکی ضد استروژن است که در نیمه اول چرخه قاعدگی مصرف می‌شود. لازم است ذکر شود که پزشکان برای تحریک تخمک گذاری معمولاً با متفورمین آغاز می‌نمایند و بعد در صورت لزوم از کلومیفن هم برای کمک به تحریک تخمک گذاری استفاده می‌شود.
- اگر با وجود مصرف کلومیفن و متفورمین باردار نشدید، ممکن است مصرف گنادوتروپین‌ها (هورمون محرک فولیکول یا FSH و هورمون جسم زرد یا LH) از طریق تزریق توصیه شود. تأکید مجدد این موضوع اهمیت دارد که هیچ‌کدام از این داروها را به‌طور خودسرانه و بدون تجویز پزشک نباید استفاده نمایید.

عمل جراحی
- داروی باروری کلومیفن می‌تواند به شما کمک کند تا باردار شوید. اگر داروها به باردار شدن شما کمک نکنند یک جراحی بر روی تخمدان به وسیلهٔ لاپاروسکوپیمی تواند یک گزینه درمانی دیگر برای بعضی از زنان مبتلا به سندرم تخمدان پلی کیستیک باشد. پزشک می‌تواند به شما بگوید که آیا این نوع جراحی مناسب شرایط شما هست یا خیر. برای استفاده از هر کدام از داروها حتماً باید به پزشک مراجعه کنید.
- در این عمل، جراح یک شکاف کوچک بر روی شکم ایجاد کرده و از این طریق یک لوله که متصل به یک دوربین ریز است را وارد می‌کند (لاپاروسکوپ). این دوربین تصاویر لازم از تخمدان‌های شما و اعضای تناسلی مجاور را برای جراح مشخص می‌کند. سپس پزشک وسیله جراحی را وارد کرده و از انرژی الکتریکی یا لیزر برای سوزاندن سوراخ‌های موجود در فولیکول روی سطح تخمدان‌ها استفاده می‌کند. هدف این کار تحریک تخمک گذاری به وسیلهٔ کاهش سطح آندروژن هاست.

نکته مهم: ورزش شنا به مدت یک ماه سه روز در هفته به همراه کاهش وزن کمک شایانی به درمان بیماری شما می‌کند.